# Преступление-подражание
Преступление-подражание — преступные деяния, совершённые по образцу или под впечатлением от другого преступления. Как правило они совершаются после просмотра медиаконтента, изображающего эти преступления или вдохновения моделью преступника.
Согласно исследованиям, преступления-подражания распространённое социальное явление, которое оказывает влияние на всю криминальную сферу, в первую очередь влияя на преступную тактику, а не на мотивы преступлений или появление преступных черт.

## Мнения
Эффект подражателя — это предполагаемая тенденция к тому, что сенсационная огласка насильственных убийств или самоубийств приводит к увеличению числа таких же убийств путём подражания.
Впервые этот термин был введён в начале XX века после преступлений, вдохновлённых британским убийцей Джеком Потрошителем. В связи с ростом числа повторных преступлений криминологи стали считать, что освещение в СМИ играет определённую роль в побуждении других преступников совершать преступления аналогичным образом, и в том, что люди не связанные с криминалом начинают совершать преступления, когда в противном случае они могли бы этого не делать.
В книге Лорена Коулмана под названием «Эффект подражателя» описывается влияние СМИ на преступления и самоубийства, которые вдохновляются преступлениями, широко освещавшимися в СМИ. По мнению Коулмана, постоянное освещение этих событий, а не событий с позитивным посылом, даёт преступникам некую славу. Пять минут славы, книга или фильм, посвящённые этим преступникам, провоцируют других людей, склонных вести себя подобным образом. Благодаря такой славе возникает «эффект подражателя».
Лорен Коулман и писательница Зейнеп Туфекчи считают, что подражательные преступления можно предотвратить с помощью ряда средств, в том числе: использование правоохранительными органами и СМИ тщательно подобранных, не сенсационных формулировок при передаче новостей о преступлениях общественности; недопущение разглашения подробностей о методах совершения преступлений и имён подозреваемых; недопущение увековечивания и стереотипов о преступниках и причинах их поведения; акцент на влиянии преступлений на жертв и их близких; включение защитных факторов, таких как телефоны доверия, при публикации материалов о таких преступлениях.

## Примеры
Различные преступные деяния были вдохновлены многими телевизионными шоу, фильмами, книгами, а также другими преступниками:

#### В США
Массовое убийство в школе Колумбайн в 1999 году послужило толчком для многочисленных подражателей, среди которых Массовое убийство в Виргинском политехническом институте в 2007 году, совершённое Чо Сын Хи, массовое убийство в начальной школе «Сэнди-Хук» в 2012 году, стрельба в христианской школе «Изобилие жизни». Убийства в Айла-Висте в 2014 году вдохновили множество подражателей, которые упоминали Эллиота Роджера, стрелка, совершившего эти нападения.

#### В России
За пределами США к числу преступлений-подражаний относятся поножовщина в пермской школе в 2018 году и массовое убийство в Керченском политехническом колледже.
Подражатели также есть среди серийных убийц. В период с октября 2010 по апрель 2011 года Артём Ануфриев и Никита Лыткин совершали нападения на прохожих (некоторые заканчивались убийствами), подражая Александру Пичушкину и Днепропетровским маньякам.